# 필링 프롬 마운틴 앤드 워터
필링 프롬 마운틴 앤드 워터(山水情, 산수정, Feeling from Mountain and Water)는 중국에서 제작된 터웨이 감독의 1988년 애니메이션 영화이다.
이 영화에는 대화가 포함되어 있지 않으므로 어떠한 문화권에서도 시청이 가능하다. 유일한 소음은 바람 또는 기타 지구적 요소의 소리뿐이다.